# Богородицьке (Сватівський район)
Богоро́дицьке — село в Україні, у Троїцькій селищній громаді Сватівського району Луганської області. Населення становить 22 особи.

## Населення

### Мова
Розподіл населення за рідною мовою за даними перепису 2001 року:
| Мова      | Кількість | Відсоток |
| --------- | --------- | -------- |
| російська | 22        | 100%     |